# مارك ميرفي (لاعب هوكي جليد)
مارك ميرفي (بالإنجليزية: Mark Murphy)‏ هو لاعب هوكي جليد أمريكي، ولد في 6 أغسطس 1976 في دوكسبوري في الولايات المتحدة.

## وصلات خارجية
- مارك ميرفي على موقع دوري الهوكي الوطني (الإنجليزية)
- مارك ميرفي على موقع EliteProspects.com (الإنجليزية)
- مارك ميرفي على موقع Eurohockey.com (الإنجليزية)
- مارك ميرفي على موقع HockeyDB.com (الإنجليزية)